# Metin Yüksel (Aktivist)
Metin Yüksel (* 17. Juli 1958 in Bitlis; † 23. Februar 1979 in Istanbul) war ein kurdischer islamistischer politischer Aktivist. Er wird bis heute von zahlreichen muslimischen Organisationen als Märtyrer verehrt. Er war einer der wichtigsten Führer der türkischen islamistischen Bewegung in den 1970er Jahren, und war auch Mitglied und Ortsvereinsvorsitzender des Akıncılar Derneği in Fatih, Istanbul, einer militanten türkisch-islamischen Organisation, die an der Eskalation der Gewalt in der Türkei beteiligt war.

## Lebenslauf
Yüksel wurde in der osttürkischen Stadt Bitlis als Sohn von Sadrettin Yüksel geboren, einem bekannten und respektierten islamischen Geistlichen. Über Metin Yüksels persönliches frühes Leben ist wenig bekannt. Yüksel wuchs während der turbulenten Zeiten zwischen 1960er und 1970er Jahren auf. Einer seiner sechs Brüder war Edip Yüksel. Damals wurde die Türkei von blutigen Auseinandersetzungen zwischen politischen Gruppierungen heimgesucht.
Am 26. Oktober 1977 wurde er vor dem Darüşşafaka-Gymnasium in Istanbul mit drei Freunden von acht linksgerichteten Personen angegriffen und schwer verletzt. Er wurde von insgesamt drei Kugeln, davon zwei in den Unterleib, getroffen überlebte aber die Auseinandersetzung und wurde in das Gureba-Krankenhaus aufgenommen.
Am 22. Februar 1979 kam es zu einem Schusswechsel zwischen Akıncılar und Nationalisten. Yüksel geriet unter Sperrfeuer einer Gruppe von fünf Nationalisten und ging getroffen zu Boden. Anschließend schossen die Angreifer ihm in den Kopf. Yüksel wurde am 25. Februar in Edirnekapı beerdigt.
Aus Anlass seines Todes kam es zu großen Kundgebungen islamistischer Kreise.
Metin Yüksel wird in islamistischen Kreisen als Märtyrer verehrt. Aus Anlass seines Todes werden jährlich Gedenkveranstaltungen durchgeführt. Der Monat Februar wurde auch wegen seiner Ermordung von Anhängern des politischen Islams zum Märtyrermonat ausgerufen. Es sind mehrere Bücher zu seinem Gedenken veröffentlicht worden.